# Propebela kyurokusimana
Propebela kyurokusimana é uma espécie de gastrópode do gênero Propebela, pertencente a família Mangeliidae.